# 結界
結界（けっかい、梵: sīmābandha）は、仏教において、サンガ（saṃgha, 僧伽（そうぎゃ））がひとつの「現前（げんぜん）サンガ」(sammukhībhūta-saṃgha)の空間領域（sīmā =界）を設定することを言う。結界についての規定は律蔵の犍度（けんど）の第一章に見られる。
後世、界の概念と密教の神秘主義が合体することにより、原初のインド仏教にはなかった、「特殊なエネルギーを保持した神秘空間としての界」という観念が生じ、聖なる領域と俗なる領域を分け、秩序を維持するために区域を限るという意味合い（けっかい、Siimaabandha）も生じた。さらに日本では、古神道や神道における神社などでも、同様の概念があることから、言葉として用いられている。大和言葉では端境（）やたんに境ともいう。

## 律に見える結界の規定[3]
律の規定では、サンガは、全世界のあらゆる比丘・比丘尼が理念上所属する「四方（しほう）サンガ」(cātuddisasaṃgha) と、各地に拠点を置き、４人以上の比丘・比丘尼をメンバーとする個別の「現前サンガ」(sammukhībhūta-saṃgha) に大別される。
比丘・比丘尼はそれぞれの「現前サンガ」の間を自由に移動して所属先を変更したり、新たなサンガを発足させることができる。
それぞれの「現前サンガ」は、所属する比丘の全員が参加する会議（羯摩（こんま）、梵: karma、巴: Kamma）において、その現前サンガの領域（界）を設定し、変更する。
サンガは、様々な修行上の儀式やサンガとしての意思決定などで、所属メンバーの全員参加を必要としており、各「現前サンガ」の規模と領域は、「所属するメンバーの全員が定期的に集まることができる程度の範囲」で決定される。
1. 4人以上の比丘・比丘尼が集まって界を設定（=結界）すれば、その界の内部がひとつの「現前サンガ」となる [4]。
2. 結界は、その時に設定される界によって成立する「現前サンガ」の構成員、すなわち今からそこにサンガを作ろうと考えている比丘・比丘尼たち全員が集合して合議のうえ所定の形式を経て成立する [4]。その後、この構成員がどのように変化しようとも、いったん作った界は存続する[4]。
3. サンガの合議によりひとたび「結界」したら、抹消のための儀式を執行しない限り、その界は永続する。たとえその界の中に居住する比丘・比丘尼が一人も存在しなくなった場合でも、界は消滅しない。その界の中に居住する比丘・比丘尼が丸ごと入れ替わったり、いったん無住になったのち、新たにやってきた比丘・比丘尼が生活するような場合でも、もう一度、結界しなおす必要なはない[4]。
4. 従来あった界の領域を変更する必要が生じた場合には、その時点でその「現前サンガ」に所属するすべての比丘・比丘尼が合議した上で、従前の界を消して、新たな界を設定する[5]。
5. ある「現前サンガ」が近くにある別の「現前サンガ」と合体して大きな「現前サンガ」を作る場合は、それぞれのサンガの界を消したのち、両サンガのメンバーが全員集合して、両者を包含する新たな界を設定する[6]。
6. 界の設定（結界）にあたっては、複数の「現前サンガ」の界の領域が重複することは厳しく禁止されている。二つのサンガの領域が一本の境界線で隣接する事も禁止されている（一人の人間が、その境界線をまたいで、複数のサンガに同時に所属することが可能となるため）。そのため、二つのサンガの境界には、人間がまたぐことができない程度の空白地帯を設定することが求められ、この制約に反して設けられた界は無効とされる[6]。

## 密教
清浄な領域と普通（もしくは不浄）の領域との区切ることである。これにはいくつかの種類がある。
- 摂僧界（） - その内側で受戒や布薩などを行う
- 摂衣界（） - その内側で三衣を離れて止宿しても罪にならない
- 摂食界（） - その内側で食を煮ても罪にならない

また、密教では、修行する場所や道場に魔の障碍が入らないようにするため、結界が行われる。これには以下の3種類がある。
- 国土結界
- 道場結界
- 壇上結界

高野山や比叡山は国土結界、護摩修法は壇上結界の例として挙げられる。

## 神道・古神道
古神道である神籬（）や磐座（）信仰は、神の依り代であるとともに、その鎮守の森や森林や山や海や川や岩や木などは、禁足地である場所も多く、神域や常世と現世の端境を示し、結界としての役割も果たしている。神籬の「籬」は、垣の意味であり、磐座は磐境ともいい境を意味する。この考え方が積極的に用いられ、古来より郊外の集落の境や辻などに配置された道祖神、庚申塔、祠などの石仏は、災厄を集落に入れないようにするための、結界の役割をしていたともいわれる。
神道においても、結界は神社などでも用いられ、たとえば境界線を示すために、神社・寺院などの境内や建築物では意図的に段差を設けたり、扉や柵、鳥居や注連縄などを用いる。一般の家庭などでも、注連縄飾りや節分の鰯の干物なども結界である。
古神道や神道において、一定範囲の空間に設定されたタブー（禁足）を視覚化したものとも言え、それは聖なる領域（常世）と俗なる領域（現世）という二つの世「界」を「結」びつける役割をも持つ。

## 結界の例
自然崇拝である古神道の影響を受けた仏教、密教である山岳信仰でも用いられ、修行の障害となるものが入ることを許されない場所や土地に対しても用いられるが、女人結界などがその例である。なお結界は僧事をなすために設けたものであり、本来、女性が入る事を禁ずるためではない。然るに高野山などの結界の地に女人が入るのを禁じたのは、戒律の条文にないものを地方の宜に応じて設ける随方毘尼（）の一種である。
この他、生活や作法上注意すべきなんらかの境界を示す事物が、結界と呼称される場合もある。作法・礼儀・知識のない者は境界を越えたり領域内に迷いこむことができてしまい、領域や動作を冒す侵入者として扱われ、無作法または無作法者とよぶ。
日本建築に見られる「襖（ふすま）」「障子（しょうじ）」「衝立（ついたて）」「縁側」などの仕掛けも、同様の意味で広義の「結界」である。商家においては、帳場と客を仕切るために置く帳場格子を結界と呼ぶ。「竹の節欄間」と「杉戸」はこれより先は高貴な場所ということや表と奥の境界線ということを示す。
空間を仕切る意識が希薄な日本においては、日常レベルでもさまざまな場面で「結界」が設けられる。例えば、「暖簾（のれん）」がそうである。これを下げることで往来と店を柔らかく仕切り、また時間外には仕舞うことで営業していないことを表示する。このような店の顔としての暖簾は、上記の役割を超えて、店の歴史的な伝統までも象徴することとなる。
博物館、美術館等において、展示中の作品に観覧者が近づき過ぎないように設置するパーテーションなどのことを「結界」と呼んでいる。

## 茶道における結界
静謐を旨とする日本独自文化の茶道においては、もてなす側の亭主と客との間にある暗黙のルールを視覚化するため、種々の仕掛けを設けこれを結界とする。
- 茶道具の一つで、客畳が道具畳に接続している時に、その境界を表示するために「炉屏」というものを置き、結界とする。

また茶室においては畳の敷き様にも決め事があり、ひいては畳の縁❨へり❩の区画により座敷での主客の座位置がきめられる。
- 茶室に至る庭の露地などで、客が立ち入るべきでないことを示すため、目印として縄で結わいた石（関守石・留め石）、あるいは小石に差し渡した竹筒などを置き結界とする。

- 茶室への入り口である「躙口（）」での、低く抑えて意図的に入りにくさを強調する仕掛けも、茶席を聖なる非日常空間とするための結界である。また、茶室に入る前に手を水で清めるための「蹲踞（）」の仕掛けも同様である。

## フィクション作品における結界
小説、テレビゲーム、漫画など、フィクション作品に登場する「結界」とは、ある領域内を守る目的で、なんらかの手段や道具などを用いて持続的な霊的もしくは魔術的な防御を施すことを言う。いわゆる「バリア」の働きをすることが多い。例えば霊的な能力を持つ者が、その力を用いて悪霊などの外敵を排除し侵入させない霊的な壁に囲まれた空間を生じさせるという描写が為される。逆に結界の中に邪悪な存在や異質な存在を「封じる（閉じ込める）」ことで外界に対する影響を抑える場合などもある。また、有害な存在を結界を基点に行き来できなくする他にも、「魔法（レーザー攻撃や魔弾などと称されることの多いエネルギー弾）」「物理（大量の銃弾など）」攻撃を防ぐというものが一般的に描写される。さらに派生して、高度な科学的技術等を用いて同様の効果を発生させるもの（電磁結界等）もあり、作品によっては両者が混在することも珍しくない。